# Кучмин, Иван Фёдорович
Иван Фёдорович Кучмин (1891, Карпёнка, Самарская губерния — 20 сентября 1938, Москва) — советский и партийный деятель, железнодорожник, военный политработник, начальник Политуправления Украинского военного округа. Член ЦК КП(б)У в декабре 1925 — ноябре 1927 г. Член Организационного бюро ЦК КП(б)У в декабре 1925 — ноябре 1927 г. Расстрелян в 1938 году, реабилитирован посмертно.

## Биография
Родился в селе Карпенки (ныне — в Краснокутском районе Саратовской области) в крестьянской семье переселенцев из Украины (возможно, первоначальн. фамилия Кучма). С семилетнего возраста батрачил у зажиточных крестьян. Окончил церковно-приходское училище, сдал экзамены на сельского учителя. Преподавал в начальных классах сельской школы, но был уволен как «политически ненадежный».
Член РСДРП(б) с 1912 года.
Служил в Русской императорской армии, участник Первой мировой войны. Вел революционную пропаганду среди солдат 13-го Заамурского пограничного полка Румынского фронта, за что был арестован в 1917 году. С 1917 года — заместитель председателя президиума Военно-революционного комитета, председатель партийного комитета 8-й армии.
С 1918 года — в Красной армии. В 1918 году — комиссар по снабжению 4-й армии, начальник Политического отдела 4-й армии РККА. В 1919—1921 годах — начальник Политического отдела 11-й, 1-й, 10-й армий РККА. В 1921 году был начальником Политического управления Вооруженных сил Украины и Крыма. В августе 1922 — августе 1923 года — член Революционного военного совета Туркестанского фронта.
С 1923 года — помощник заведующего Учетно-распределительного отдела ЦК РКП(б).
В апреле 1924 — ноябре 1925 года — начальник Политического управления Приволжского военного округа.
В 1925 — июне 1927 года — начальник Политического управления Украинского военного округа.
В 1927—1928 годах — председатель исполнительного комитета Иркутской окружного совета РСФСР. В 1928—1929 годах — председатель исполнительного комитета Сталинградской окружного совета РСФСР. С 1930 года — ответственный секретарь Сталинградского городского комитета ВКП(б).
С января 1932 года — 1-й заместитель председателя исполнительного комитета Московского областного совета.
В июле 1933 — мае 1936 года — начальник политического отдела Московско-Казанской железной дороги; начальник Московско-Казанской железной дороги. 
26 января—10 февраля 1934 года делегат XVII съезда ВКП(б) с совещательным голосом.
В мае — ноябре 1936 года — начальник Ленинской железной дороги. В ноябре 1936 — сентябре 1937 года — начальник Московско-Курской железной дороги имени Ф. Дзержинского.
23 сентября 1937 года арестован органами НКВД. Внесен в сталинский расстрельный список от 12 сентября 1938 года («Ленинская ж.д.») — «за» 1-ю категорию Молотов, Сталин, Жданов. Расстрелян 20 сентября 1938 года по приговору Военной коллегии Верховного суда СССР («участие в контрреволюционной террористической организации в системе НКПС СССР») вместе с группой сотрудников Ленинской ж.д. (Н. Д. Горелов, А. В. Вульф, М. Б. Баронский, Г. В. Богданович, Г. В. Мацнев, М. И. Садовников, И. А. Рузанов и др.). Всего в тот день по приговорам ВКВС СССР был расстрелян 121 осужденный. Место захоронения — полигон НКВД «Коммунарка» возле Москвы. Посмертно реабилитирован 10 марта 1956 года ВКВС СССР.

## Звание
- бригадный комиссар

## Награды
- орден Ленина (4.04.1936)
- орден Красного Знамени

## Документы
- Предписание В. В. Ульриха коменданту НКВД СССР В. М. Блохину о расстреле 121 осужденного.
- Предписание В. В. Ульриха коменданту НКВД СССР В. М. Блохину о расстреле 121 осужденного (продолжение)
- Акт о расстреле осужденных (подписи Г. К. Рогинского и Блохина)